# Ján Pastrnák
Ján Pastrnák, Ján Pasternak nebo Ján Pasternak (narození a úmrtí nejsou známy). Žil přibližně v polovině 19. století. Byl lovec kamzíků a horský vůdce ve Vysokých Tatrách. Pocházel z obce Štôla.
Vodíval turisty a horolezce zejména na túry začínající v Batizovské dolině ve Vysokých Tatrách v 70. letech 19. století. Jeho druhem na túrách byl zejména Ján Ruman Driečny ml., se kterým v roce 1875 jako první vystoupili Batizovskou próbou na Gerlachovský štít. Tento výstup zopakoval v roce 1877 spolu s českým horolezcem Viktorem Lorencem a horským vůdcem Janom Rumanem Driečnym ml.
Podle něj pojmenovali ve Vysokých Tatrách Pastrnákov priechod a Pastrnákovu vežičku nad Ľadovým plesem Mengusovským, Nižnou, Prostrednou, Vyšnou Pastrnákovu bránku a Pastrnákové zuby na hřebenu Končisté, Pastrnákovu priehybu oddělující Kostolík od masivu Batizovského štítu.